# Triumph Bonneville T100 LC
Die Triumph Bonneville T100 mit wassergekühltem Motor ist ein unverkleidetes Motorrad des englischen Motorradherstellers Triumph Motorcycles. Es wurde im Oktober 2016 auf der Fachmesse Intermot in Köln präsentiert und bis 2024 gebaut. Das Motorrad wird im Werk Chonburi in Thailand endmontiert und ist das Nachfolgemodell der Bonneville T100 mit luftgekühltem Motor.

## Konstruktion

### Antrieb
Angetrieben wird die Bonneville T100 von einem quer eingebauten, flüssigkeitsgekühlten Reihenzweizylindermotor mit 900 cm³ Hubraum. Die Kurbelwelle hat einen Hubzapfenversatz von 270 Grad. Die zwei Zylinder haben eine Bohrung von 84,6 mm, die Kolben einen Hub von 80 mm, das Verdichtungsverhältnis beträgt 11,0 : 1. Der Viertaktmotor hat je Zylinder zwei Ein- und zwei Auslassventile, die von einer obenliegenden Nockenwelle betätigt werden. Die elektronisch gesteuerte, sequentielle Multipoint-Einspritzanlage wird über Ride-by-Wire gesteuert, das erstmalig von Triumph in der Bonneville-Baureihe eingesetzt wurde. Mit geregeltem Katalysator erfüllte der Motor zum Zeitpunkt der Markteinführung die Anforderungen der europäischen Abgasnorm Euro-4, seit 2021 werden die Euro-5-Grenzwerte eingehalten.
Die Motorsteuerung bietet eine Traktionskontrolle. Die Mehrscheiben-Nasskupplung mit Drehmomentunterstützung hat eine Anti-Hopping-Funktion. Die Kraft aus dem Fünfganggetriebe wird über einen Kettenantrieb an das Hinterrad übertragen. Das Motorrad beschleunigt in 5,2 Sekunden von 0 auf 100 km/h.
Der Kraftstofftank fasst 14,5 Liter. Beim durchschnittlichen Kraftstoffverbrauch von 4,1 Litern auf 100 km gemäß Herstellerangaben ergibt sich eine theoretische Reichweite von 350 km.

### Rahmen und Fahrwerk
Das Motorrad hat einen Schleifenrahmen aus Stahl, eine serienmäßig durch Faltenbälge geschützte 41-mm-Teleskopgabel und hinten eine Zweiarmschwinge mit zwei Federbeinen. Am 18-Zoll-Vorderrad befindet sich eine 310-mm-Einscheibenbremsanlage mit einem schwimmend gelagertem Zweikolbenbremssattel. Das 17-Zoll-Hinterrad hat eine 255-mm-Einscheibenbremsanlage mit einem schwimmend gelagerten Zweikolbenbremssattel. Ein ABS ist serienmäßig.